# Sarcophaga impatiens
Sarcophaga impatiens är en tvåvingeart som beskrevs av Walker 1849. Sarcophaga impatiens ingår i släktet Sarcophaga och familjen köttflugor. Inga underarter finns listade i Catalogue of Life.